# Бредихино (Добринский район)
Бреди́хино — деревня Березнеговатского сельсовета Добринского района Липецкой области.

## История
Здесь в начале XIX в. обосновались 11 семей из с. Бредихино (ныне в Краснинском районе).Своё селение они назвали в память о прежнем месте жительства.

## Население
По данным всероссийской переписи за 2010 год население деревни составляет 7 человек.